# Všebor II. ze Švábenic
Všebor II. ze Švábenic († po 1283) byl moravský šlechtic z rodu pánů ze Švábenic.

## Život

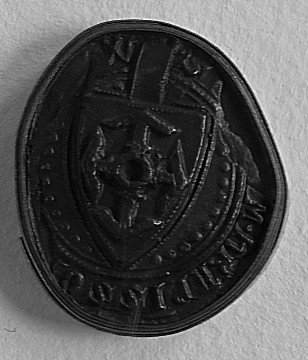
Pečeť Všeborova otce Hrabiše ze Švábenic

Narodil se jako syn Hrabiše I. ze Švábenic a jeho první neznámé manželky. 
V pramenech je zmíněn pouze k roku 1283, kdy se po boku svého otce a bratrů Mikuláše a Idíka zúčastnil prvního rodového shromáždění Ronovců a s nimi spřízněných rodů pánů z Kunštátu a pánů ze Švábenic ve žďárském klášteře, jejichž tradice založená Jindřichem z Lichtenburka se udržovala až do konce 14. století. Následně buď  ve velmi mladém věku zemřel, nebo se nezapojoval do vyšší politiky.